# Mianne Bagger
Mianne Bagger, née le 25 décembre 1966 à Copenhague, est une golfeuse danoise. Participant au Women's Australien Open de 2004, elle devient la première femme trans ayant ouvertement effectué une transition à jouer dans un tournoi professionnel de golf.

## Biographie
Bagger est née à Copenhague au Danemark le 25 décembre 1966. Elle commence à jouer au golf à huit ans. Bagger et sa famille déménagent en Australie en 1979. Elle suit une thérapie hormonale à partir de 1992 et une chirurgie de réassignation en 1995,. En 1998, elle se ré-intéresse au golf à un niveau amateur en Australie. Elle rejoint la South Australian State Squad féminine. La pression médiatique dont elle fait l'objet augmente après sa victoire du South Australian State Amateur de 1999. 
Bagger joue pour la South Australian State Squad de 1999 à 2002, se classant dans le top 10 des amatrices en Australie. Sa présence dans des tournois féminins soulève des questions quant à un « avantage déloyal » qu'elle aurait sur les compétitrices femmes de naissance.
Donnant un tournant professionnel à sa carrière sportive, Bager doit faire face à des interdictions à concourir sur « la plupart des circuits de golf mondiaux » féminins. Elle est néanmoins invitée à concourir au Women's Australian Open de 2004, bien qu'encore sous le statut amateur. Elle remporte le tournoi et devient la première femme trans ayant ouvertement effectué une transition à jouer dans un tournoi professionnel de golf.